# Bolivaritettix insignis
Bolivaritettix insignis är en insektsart som först beskrevs av Kirby, W.F. 1914.  Bolivaritettix insignis ingår i släktet Bolivaritettix och familjen torngräshoppor. Inga underarter finns listade i Catalogue of Life.